# フェルナンド・アランブル
フェルナンド・アランブル・イリゴジェン（Fernando Aramburu Irigoyen、1959年 - ）は、スペイン・ギプスコア県サン・セバスティアン出身の小説家。

## 経歴
1959年にバスク地方のギプスコア県サン・セバスティアンに生まれた。サラゴサ大学でスペイン文献学を専攻し、1985年からはドイツでスペイン語の大学講師として働いた。2006年の小説『Fuegos con limon』はCLOCグループにおける若き日の経験を描写している。2011年の小説『Años lentos』ではトゥスケ出版社によるトゥスケ小説賞を受賞した。2014年の小説『Ávidas pretensiones』ではセイシ・バラル社によるビブリオテーカ・ブレーベ賞を受賞した。2016年の小説『Patria』では、2017年にスペイン国民小説賞を受賞した。2018年ストレーガ・エウロペオ賞受賞。

## 作品

### 長編小説
- 1996年『Fuegos con limón』
- 2000年『Los ojos vacíos』
- 2003年『El trompetista del Utopía』
- 2005年『Bami sin sombra』
- 2010年『Viaje con Clara por Alemania』
- 2012年『Años lentos』
- 2013年『La gran Marivián』
- 2014年『Ávidas pretensiones』
- 2016年『Patria』